# 彦坂直人
彦坂直人，（1962年3月17日—），日本棋院中部围棋职业九段棋手，名古屋人，酒井利雄八段弟子，1976年初段，1992年九段，1998年获第36届十段战冠军。
2016年8月18日通算1000勝達成，為史上第19位。